# 32720 Simoeisios
32720 Simoeisios è un asteroide troiano di Giove del campo troiano. Scoperto nel 1977, presenta un'orbita caratterizzata da un semiasse maggiore pari a 5,1919273 UA e da un'eccentricità di 0,0139646, inclinata di 7,50741° rispetto all'eclittica.
L'asteroide è dedicato a Simoesio, eroico giovinetto troiano menzionato nell'Iliade.